# قباسین
قباسین (به عربی: قباسین) یک روستا در سوریه است که در الباب واقع شده‌است. قباسین ۱۱٬۳۸۲ نفر جمعیت دارد.